# Малые Сухаревичи
Малые Сухаревичи (бел. Малыя Сухарэвічы) — деревня в Брестском районе Брестской области Белоруссии, в 18 км к северу от Бреста. Входит в состав Лыщицкого сельсовета.

## История
В XIX веке — деревня Брестского уезда Гродненской губернии. В 1858 году — владение пана Ягмина в составе имения Вистычи.
В 1897 году — деревня Мотыкальской волости того же уезда, 25 дворов, корчма.
После Рижского мирного договора 1921 года — в составе гмины Мотыкалы Брестского повята Полесского воеводства Польши, 21 двор.
С 1939 года — в составе БССР. В 1941 году — 35 дворов.
В 1949 году организован колхоз «Красный партизан», вошедший в 1952 году в состав колхоза «Память Ильича».